# Tetragondacnus spilotus
Tetragondacnus spilotus är en fiskart som beskrevs av Anderson och Satria 2007. Tetragondacnus spilotus ingår i släktet Tetragondacnus och familjen nålfiskar. Inga underarter finns listade i Catalogue of Life.